# Survivor Series (1994)
Survivor Series (1994) — щорічне pay-per-view шоу «Survivor Series», що проводиться федерацією реслінгу WWE. Шоу відбулося 23 листопада 1994 року в Freeman Coliseum у штаті Сан-Антоніо, штат Техас (США). Це було 8 шоу в історії «Survivor Series». 5 матчів відбулися під час шоу.